# A (ジェスロ・タルのアルバム)
『A』は、イギリスのプログレッシブ・ロック・バンド、ジェスロ・タルが1980年に発表した13作目のスタジオ・アルバム。当初はバンドの中心人物であるイアン・アンダーソンのソロ・プロジェクトとして計画されていたが、最終的にはジェスロ・タル名義の作品としてリリースされた。

## 解説
イアン・アンダーソンは、エディ・ジョブソン（元カーヴド・エア〜ロキシー・ミュージック〜フランク・ザッパ・バンド〜UK）、デイヴ・ペグ（フェアポート・コンヴェンション）、ジョブソンの友人であったマーク・クレイニーと共にソロ・アルバムの制作に入り、ジェスロ・タルの正式メンバーであるマーティン・バーにも一部の曲に参加してもらおうと考えるが、最終的にはバレも全曲のレコーディングに参加した。アンダーソンは本作でエレクトリック・サウンドを重視しており、ジェスロ・タルのアルバムとしては初めて、アンダーソンがアコースティック・ギターを全く弾いていない作品となった。
ジェスロ・タルの所属レーベルであるクリサリス・レコードの判断により、本作はアンダーソンのソロ名義ではなくバンド名義で発売された。そして、前作『ストームウォッチ〜北海油田の謎』（1979年）までジェスロ・タルのメンバーだったジョン・エヴァン、デヴィッド・パーマー、バリモア・バーロウの3人は正式にバンドを脱退するが、パーマーは後に、短期間復帰している。
ジョブソンは最初から短期間のゲストという意図で参加しており、本作の裏ジャケットでは「スペシャル・ゲスト」としてクレジットされた。そして、本作に伴うツアーを最後にジョブソンとクレイニーはジェスロ・タルを離れる。一方、ペグは1995年までフェアポート・コンヴェンションと並行してジェスロ・タルのメンバーとしても活動した。

## 収録曲
全曲ともイアン・アンダーソン作。9.はインストゥルメンタル。
1. 十字砲火 "Crossfire" – 3:54
2. ファイリングデイル・フライヤー "Fylingdale Flyer" – 4:33
3. ワーキング・ジョン、ワーキング・ジョー "Working John, Working Joe" – 5:02
4. ブラック・サンデー "Black Sunday" – 6:36
5. プロテクト・アンド・サヴァイヴ "Protect and Survive" – 3:34
6. バッテリーがない! "Batteries Not Included" – 3:50
7. ユニフォーム "Uniform" – 3:32
8. 四輪駆動（ロー・レシオ） "4.W.D (Low Ratio)" – 3:40
9. パイン・マーチンのジグ "The Pine Marten's Jig" – 3:25
10. アンド・ファーザー・オン "And Further On" – 4:21

## 参加ミュージシャン
- イアン・アンダーソン - ボーカル、フルート
- エディ・ジョブソン - キーボード、エレクトリック・ヴァイオリン
- マーティン・バー - ギター
- デイヴ・ペグ - ベース
- マーク・クレイニー - ドラムス